# 麦角甾烷
麦角甾烷（英語：Ergostane，24S-甲基胆甾烷）是一种带四个环的三萜化合物，化合物本身本没有已知应用，但动植物中许多的有功能化合物以其为母結構。其中最常见的是睡茄内酯类衍生物，以及菜籽固醇等。麦角甾烷、胆甾烷和豆固烷等甾烷可以作为早期真核生物的化学标志物。